# La tortuga perezosa
La tortuga perezosa fue un programa de televisión emitido por La 1 de TVE entre 1961 y 1963.

## Formato
Creado por Víctor Vadorrey, a la sazón redactor jefe de la revista satírica La Codorniz, y con guiones de humoristas como José Luis Coll o Chumy Chúmez, el programa incorporó una fórmula hasta el momento inédita en España: Una sucesión de sketches de humor, impregnados de surrealismo e interpretados por actores en nómina de TVE. Los sketches eran presentados por cinco azafatas del programa - entre ellas María Burgo y Natalia Randal -, y se hizo célebre la frase de introducción: Señoras, señores, señoritas, señoritos...espactadores.
En la interpretación colaboraron, entre otros intérpretes Pablo Sanz, Asunción Villamil, Manuel Galiana, Emilio Laguna, Gloria Cámara, Manuel Torremocha o el propio Coll junto a la voz en off de José Martínez Blanco.

## La tortuga presurosa
En programa fue cancelado tras dos temporadas, pero renació cinco años después, bajo el título de La tortuga presurosa. Se emitió entre febrero y septiembre de 1968.